# Рассам, Дмитрий
Дмитрий Рассам (фр. Dimitri Rassam, род. 16 ноября 1981 в Париже, Франция) — французский кинопродюсер. Лауреат премии «Сезар». Член королевской семьи Монако. Его жена — Шарлотта Казираги.
Самые известные фильмы, созданные при участии Рассама — «Маленький принц», «Имя», «Хранитель Луны» и «Любовь вразнос».

## Ранняя жизнь
Рассам — сын продюсера Жан-Пьера Рассама и актрисы Кароль Буке, а также племянник продюсера-дистрибьютора Пола Рассама. У него есть единоутробный брат, Луи, родившийся в 1987 году, когда их мама состояла в отношениях с фотографом Фрэнсисом Джакобетти, а также двоюродный брат — французский продюсер Тома Лангманн (обладатель премии Оскар за фильм «Артист»). Когда Рассаму было 4, его отец умер от передозировки наркотиков.
Дмитрий закончил элитную частную школу Ecole Jeannine Manuel с дипломом бакалавра естественных наук, после чего начал подготовку к поступлению в Институт политических исследований в Париже. Обучаясь бизнесу в Высшей коммерческой школе Парижа HEC Paris, Рассам принял решение сменить курс и получить степень по истории в Сорбонне.

## Карьера
В 23 года Дмитрий Рассам открыл свою киностудию Chapter 2. Среди фильмов студии можно выделить «Потерянный рай», «Никому не известный» и «Имя». В 2014 году Рассам принял решение открыть вторую студию, на этот раз — анимационную. Уже в 2015-м лента «Маленький принц», созданная мастерами студии, завоевала премию «Сезар».
В 2016 году состоялась мировая премьера комедии «Развод по-французски», одним из продюсеров которой был Рассам, в 2017-м — картины «Блестяще», за работу над которой Рассам был номинирован на премию "Сезар.
В 2019 году в кинотеатральный прокат вышел «Красавчик со стажем» Рассама, в начале 2020 — анимационная комедия «Playmobil фильм: Через вселенные». В середине июня этого года на российских цифровых платформах ожидается премьера лирической комедии «Жизнь на перемотке». Главную роль в фильме исполнил Макс Бублиль.

## Личная жизнь
В 2010 году Дмитрий женился на российской модели Марии Новоселовой. От этого брака у него есть дочь Дарья (род. 2011). В конце 2016 года они развелись.
В 2017 году начал встречаться с принцессой Монако Шарлоттой Казираги (внучкой Грейс Келли). 1 июня 2019 года состоялась церемония бракосочетания. Свадьба была организована в резиденции правителей княжества Монако — во дворце Гримальди. До свадьбы пара была знакома 3 года. У супругов есть сын, Балтазар. В январе 2024 года стало известно, что они развелись. Причиной развода стала работа Рассама, он редко бывал дома и в основном проводил время в рабочих командировках.

## Награды
- Кинопремия «Сезар» — победа в категории «Лучший анимационный фильм» («Маленький принц»), 2 номинации («Имя», «Блестяще»)
- British Academy Children’s Awards — номинация в категории «Лучший фильм» («Маленький принц»)
- Online Film & Television Association — номинация в категории «Лучший анимационный фильм» («Маленький принц»)[9].